# Vincent Dollmann
Vincent Dollmann (* 19. srpna 1964, Mylhúzy) je francouzský římskokatolický duchovní, arcibiskup z Cambrai. Před jmenováním do Cambrai, zastával úřad pomocného biskupa štrasburského.

## Život
Vincent Dollman se narodil v srpnu 1964 na východě Francie v Mylhúzách.
Po vystudování teologie působil ve štrasburské arcidiecézi ve farní správě. V letech 2006–2009 vedl seminář. Papež Benedikt XVI. ho jmenoval pomocným biskupem štrasburským a titulárním biskupem korčulským.
Protože cambraiský arcibiskup Mons. Garnier trpěl leukémií a byl dlouhodobě hospitalizován, jmenoval k němu papež František koadjutora, který by se ujal správy diecéze, pokud by došlo k náhlému úmrtí. Vincet Dollmann se stal arcibiskupem z Cambrai dne 15. srpna 2018.